# عنخس إن بيبي الرابعة
عنخس إن بيبي الرابعة ، هي ملكة مصرية قديمة غير حاكمة أو زوجة ملك من الأسرة السادسة ، و هي زوجة للملك بيبي الثاني و أم للملك نفر كا رع الثاني.

## ألقابها
و كانت ألقاب الملكة عنخس إن بيبي الرابعة :
- والدة ملك الهرم عنخ دد نفر كارع.
- أم ملك الوجه القبلي و الوجه البحري.
- زوجة ملك الهرم من عنخ نفر كارع.
- زوجة الملك و حبيبته
- ابنة الإله تلك.
- الطفلة التي ربتها واجيت.[2]

## مقبرتها
دفنت الملكة الملكة عنخس إن بيبي الرابعة في سقارة. و على ما يبدو أنها كانت تفتقر للموارد المناسبة للدفن، لأنه لم يبنَ لها هرم كما كان معتاداً في هذه الفترة ، و تم العثور على تابوتها - الذي كان مصنوعا من حجر معاد استخدامه - في خبيئة في المعبد الجنائزي للملكة إيبوت الثانية.